# 병목안시민공원
병목안시민공원은 경기도 안양시 만안구 안양동에 있는 안양시 공립 공원이다. 본래 안양 수리산 일대에 있었던 채석장 부지를 공원으로 조성하였으며 깎아진 절벽에 펼쳐진 인공 폭포가 명소로 주목을 받고 있다.